# تاندم (مجموعه تلویزیونی ارمنستانی)
تاندم (ارمنی: Տանդեմ؛ انگلیسی: Tandem) یک مجموعه تلویزیونی کمدی موقعیت ارمنستانی  محصول سال ۲۰۱۸ کشور ارمنستان به کارگردانی آرمان نشانیان،  می‌باشد. این مجموعه از روز ۵ مارس ۲۰۱۸ از ارمنستان ۱ شروع به نمایش درآمد. فیلمبرداری این مجموعه از ۲۳ دسامبر ۲۰۱۷ آغاز شد. بیشتر داستان این مجموعه در ایروان در ارمنستان اتفاق می‌افتد.

## یادداشت
1. ↑  Feliks Khachatryan